# Liste der Kreisstraßen im Kreis Düren
Die Liste der Kreisstraßen im Kreis Düren ist eine Auflistung der Kreisstraßen im Kreis Düren, Nordrhein-Westfalen.

## Abkürzungen
- K: Kreisstraße
- L: Landesstraße

## Liste
Die Kreisstraßen behalten die ihnen zugewiesene Nummer innerhalb von Nordrhein-Westfalen auch bei einem Wechsel in einen anderen Kreis oder in eine kreisfreie Stadt. Nicht vorhandene bzw. nicht nachgewiesene Kreisstraßen werden in Kursivdruck gekennzeichnet, ebenso Straßen und Straßenabschnitte, die unabhängig vom Grund (Herabstufung zu einer Gemeindestraße oder Höherstufung) keine Kreisstraßen mehr sind.
Der Straßenverlauf wird in der Regel von Nord nach Süd und von West nach Ost angegeben.
Orte, die an der jeweiligen Kreisstraße anliegen, jedoch nicht durchfahren werden, sind eingeklammert.
Etwaige Abschnitte der Kreisstraße, welche durch andere Straßen ersetzt werden, sind mit einem "e." hervorgehoben.
| Nr.  | Verlauf |
| ---- | --- |
| K 1  | L 253 in Tetz – Boslar – L 366 (- Abzweigung Hompesch – Müntz) - K 5                                                                              |
| K 2  | L 12 in Niederzier – Oberzier – K 50 (– Ellen) – Arnoldsweiler – L 257 – / in Düren                                                               |
| K 5  | K 1 - L 366 (- Hompesch) (– Müntz) – Hasselsweiler – K 7                                                                                          |
| K 6  | (K 6 im Kreis Heinsberg) – Kreisgrenze – Gereonsweiler – Ederen - K 12 – Merzenhausen - K 11 – e. L 228 – Barmen – Koslar – K 15 – in Neubourheim |
| K 7  | (K 7 im Kreis Heinsberg) – Kreisgrenze (– Gevelsdorf) – L 226 – K 5 – L 241                                                                       |
| K 8  | L 258 in Spiel (– Serrest) – K 37 – L 213 in Welldorf                                                                                             |
| K 9  | in Körrenzig (– Glimbach) – K 17 – L 226 in Kiffelberg                                                                                            |
| K 10 | (K 10 im Kreis Euskirchen) – Kreisgrenze – K 25 (EU) – L 169 – in Düttling                                                                        |
| K 11 | K 12 in Freialdenhoven – K 6 in Merzenhausen |
| K 12 | L 228 in Rurdorf – Welz – Ederen – e. K 6 – Freialdenhoven – K 11 – e. (- Siersdorf) L 50 – L 109                                                 |
| K 13 | – Selgersdorf – K 22 – Hambach – L 12 |
| K 14 | (K 14 im Kreis Heinsberg) – Kreisgrenze – – L 228 in Linnich                                                                                      |
| K 15 | K 6 in Koslar – L 253 |
| K 16 | L 264 – Irresheim – Hochkirchen – K 52 – K 53 in Poll                                                                                             |
| K 17 | L 253 in Linnich - K 9 bei Glimbach – Kofferen – K 18 – L 226 in Hottorf                                                                          |
| K 18 | (K 18 im Kreis Heinsberg) – Kreisgrenze – Kofferen – K 17 – L 226 in Gevenich                                                                     |
| K 22 | K 13 in Hambach – L 12 in Krauthausen |
| K 23 | (K 23 in der Städteregion Aachen) – Kreisgrenze – Heistern – Hamich – K 49 – Kreisgrenze – (K 23 in der Städteregion Aachen)                      |
| K 24 | L 13 in Mariaweiler – K 35 – in Derichsweiler |
| K 25 | L 218 – Walbig – Hergarten – L 169 – K 10 – Kreisgrenze an einer Stelle bis zum Straßenrand – Kreisgrenze – (K 25 im Kreis Euskirchen)            |
| K 26 | L 249 – Kreisgrenze – (K 26 im Kreis Euskirchen)                                                                                                  |
| K 27 | L 12 in Jüngersdorf - Pier – Merode – K 45 – Schlich – Derichsweiler – Gürzenich – L 25 – Birgel – L 13 – K 29 – K 39 bei Langenbroich – K 31     |
| K 28 | L 249 bei Drove – – Veitzheim – K 33 - Vettweiß – L 33                                                                                            |
| K 29 | Gey – Horm – Kufferath – K 27 – Schneidhausen - L 249 in Kreuzau                                                                                  |
| K 30 | K 39 in Winden – K 51 – Untermaubach – K 31 – Obermaubach – L 11 bei Brandenberg                                                                  |
| K 31 | Gey – Straß – K 27 – K 30 in Untermaubach |
| K 32 | K 39 in Kreuzau – Üdingen – K 51 – Leversbach - K 46 – Rath – L 11 in Nideggen                                                                    |
| K 33 | L 327 in Jakobwüllesheim – K 28 |
| K 34 | L 241 – Frenz – |
| K 35 | bei Huchem-Stammeln - Merken - L 257 – K 42 – Echtz - L 13 – K 24 in Mariaweiler                                                                  |
| K 36 | – Simonskall – L 160 |
| K 37 | K 8 in Serrest – Güsten – Rödingen – L 12 – Kreisgrenze – (K 37 im Rhein-Erft-Kreis)                                                              |
| K 39 | K 27 – Langenbroich – Bergheim - Winden – K 30 - Kreuzau - K 32 - L 249                                                                           |
| K 40 | L 12 – Niederzier – K 50 – Ellen – L 264 |
| K 41 | L 264 – Merzenich – |
| K 42 | L 257 in Merken – K 35 |
| K 43 | L 241 in Kirchberg – Viehöven – Schophoven – L 12                                                                                                 |
| K 44 | L 271 bei Binsfeld – Rommelsheim – L 327 |
| K 45 | - D’horn – K 27 in Merode |
| K 46 | K 32 in Leversbach – Boich - L 249 |
| K 47 | L 250 bei Thuir – Muldenau – L 211 in Embken |
| K 48 | L 11 in Berg – L 218 |
| K 49 | L 12 – Wenau - K 23 in Hamich |
| K 50 | K 2 – L 264 |
| K 51 | K 30 – K 32 in Üdingen |
| K 52 | L 263 in Nörvenich – K 16 |
| K 53 | L 51 in Pingsheim – Dorweiler – Poll – K 16 – L 33                                                                                                |
| K 54 | (K 54 im Rhein-Erft-Kreis) – Kreisgrenze – L 495 – L 263 bei Pingsheim                                                                            |
| K 55 | Dorweiler – K 53 in Dorweiler |
| K 82 | L 211 in Embken – Kreisgrenze – (K 82 im Kreis Euskirchen)                                                                                        |

## Quelle
- Landesvermessungsamt Nordrhein-Westfalen, Kreiskarte Nr. 42: Kreis Düren